# Bendere Oboya
Bendere Oboya, (née le 17 avril 2000 à Gambela), est une athlète australienne d'origine éthiopienne, spécialiste des épreuves de sprint.

## Carrière
Née à Gambela en Éthiopie de Akech et Opamo Oboya, elle arrive en Australie avec eux à l'âge de 3 ans. En 2017, elle obtient une bourse d'études pour l'Université Duke mais la refuse pour rester en Australie.
Lors des Jeux du Commonwealth de la Jeunesse en 2017, elle remporte le 400 m en 52 s 69. Elle est régulièrement comparée à la championne olympique de 2000, Cathy Freeman.
En 2019, elle est sacrée championne d'Océanie du 400 m en 52 s 00, quelques semaines après la suspension de son coach, Greg Smith, par l'Australian Sports Anti-doping  Authority.

## Records
| Épreuve    | Performance | Lieu     | Date              |
| ---------- | ----------- | -------- | ----------------- |
| 100 mètres | 12 s 00     | Sydney   | 9 juin 2019       |
| 200 mètres | 24 s 33     | Canberra | 2 juin 2019       |
| 400 mètres | 51 s 21     | Doha     | 30 septembre 2019 |